# Deens voetbalelftal in 2010
Het Deens voetbalelftal speelde twaalf officiële interlands in het jaar 2010, waaronder drie duels in de kwalificatiereeks voor het EK voetbal 2012 in Polen en Oekraïne. De selectie onder leiding van de medio 2000 aangetreden oud-international Morten Olsen werd bij het WK voetbal 2010 uitgeschakeld in de groepsfase, na drie nederlagen op rij, onder meer tegen de latere finalist Nederland. Op de in 1993 geïntroduceerde FIFA-wereldranglijst begon Denemarken het jaar 2010 op 28ste (januari 2010) en eindigde het eveneens op de 28ste plaats (december 2010).

## Balans
| Wedstrijden | Wedstrijden | Wedstrijden | Wedstrijden | Doelpunten | Doelpunten | Doelpunten | Punten |
| Gespeeld    | Winst       | Gelijk      | Verlies     | Voor       | Tegen      | Saldo      | Punten |
| ----------- | ----------- | ----------- | ----------- | ---------- | ---------- | ---------- | ------ |
| 12          | 4           | 2           | 6           | 12         | 15         | –3         | 0.833  |

## Interlands
|                                                              |                                      |       |                      |                                                                                       |
| 3 maart Vriendschappelijk № 748 «onderlinge duels» 19:30 uur | Oostenrijk                           | 2 – 1 | Denemarken           | Ernst-Happel-Stadion, Wenen Toeschouwers: 13.500 Scheidsrechter: Pavel Královec (CZE) |
| 3 maart Vriendschappelijk № 748 «onderlinge duels» 19:30 uur | Franz Schiemer 12' Roman Wallner 37' |       | 17' Nicklas Bendtner | Ernst-Happel-Stadion, Wenen Toeschouwers: 13.500 Scheidsrechter: Pavel Královec (CZE) |

|                                                             |                                             |       |         |                                                                                   |
| 27 mei Vriendschappelijk № 749 «onderlinge duels» 19:15 uur | Denemarken                                  | 2 – 0 | Senegal | Energi Nord Arena, Aalborg Toeschouwers: 14.112 Scheidsrechter: Bas Nijhuis (NED) |
| 27 mei Vriendschappelijk № 749 «onderlinge duels» 19:15 uur | Christian Poulsen 26' Thomas Enevoldsen 90' |       |         | Energi Nord Arena, Aalborg Toeschouwers: 14.112 Scheidsrechter: Bas Nijhuis (NED) |

|                                                             |                    |       |            |                                                                                      |
| 1 juni Vriendschappelijk № 750 «onderlinge duels» 13:00 uur | Australië          | 1 – 0 | Denemarken | Ruimsig Stadion, Roodepoort Toeschouwers: 6.000 Scheidsrechter: Daniel Bennett (RSA) |
| 1 juni Vriendschappelijk № 750 «onderlinge duels» 13:00 uur | Joshua Kennedy 71' |       |            | Ruimsig Stadion, Roodepoort Toeschouwers: 6.000 Scheidsrechter: Daniel Bennett (RSA) |

|                                                             |                    |       |            | |
| 5 juni Vriendschappelijk № 751 «onderlinge duels» 13:00 uur | Zuid-Afrika        | 1 – 0 | Denemarken | Lucas Masterpieces Moripe Stadium, Pretoria Toeschouwers: 28.000 Scheidsrechter: Charles Mbaga (TAN) |
| 5 juni Vriendschappelijk № 751 «onderlinge duels» 13:00 uur | Katlego Mphela 76' |       |            | Lucas Masterpieces Moripe Stadium, Pretoria Toeschouwers: 28.000 Scheidsrechter: Charles Mbaga (TAN) |

| WK voetbal 2010 |
| --------------- |

|                                                                 |                                        |           |            |                                                                                      |
| 14 juni WK-eindronde Groep E № 752 «onderlinge duels» 13:30 uur | Nederland                              | 2 – 0     | Denemarken | Soccer City, Johannesburg Toeschouwers: 83.465 Scheidsrechter: Stéphane Lannoy (FRA) |
| 14 juni WK-eindronde Groep E № 752 «onderlinge duels» 13:30 uur | Daniel Agger 47' (e.d.) Dirk Kuijt 85' | (details) |            | Soccer City, Johannesburg Toeschouwers: 83.465 Scheidsrechter: Stéphane Lannoy (FRA) |

|                                                                 |                  |           |                                           |                                                                                              |
| 19 juni WK-eindronde Groep E № 753 «onderlinge duels» 20:30 uur | Kameroen         | 1 – 2     | Denemarken                                | Loftus Versfeld Stadion, Pretoria Toeschouwers: 38.000 Scheidsrechter: Jorge Larrionda (URU) |
| 19 juni WK-eindronde Groep E № 753 «onderlinge duels» 20:30 uur | Samuel Eto'o 10' | (details) | 33' Nicklas Bendtner 61' Dennis Rommedahl | Loftus Versfeld Stadion, Pretoria Toeschouwers: 38.000 Scheidsrechter: Jorge Larrionda (URU) |

|                                                                 |                       |           |                                                        |                                                                                            |
| 24 juni WK-eindronde Groep E № 754 «onderlinge duels» 20:30 uur | Denemarken            | 1 – 3     | Japan                                                  | Royal Bafokeng Stadion, Rustenburg Toeschouwers: 27.967 Scheidsrechter: Jerome Damon (RSA) |
| 24 juni WK-eindronde Groep E № 754 «onderlinge duels» 20:30 uur | Jon Dahl Tomasson 81' | (details) | 17' Keisuke Honda 30' Yasuhito Endo 87' Shinji Okazaki | Royal Bafokeng Stadion, Rustenburg Toeschouwers: 27.967 Scheidsrechter: Jerome Damon (RSA) |

|  |  |  |  |  |  |  |  |  |

|                                                                  |                                      |       |                                    |                                                                          |
| 11 augustus Vriendschappelijk № 755 «onderlinge duels» 19:30 uur | Denemarken                           | 2 – 2 | Duitsland                          | Parken, Kopenhagen Toeschouwers: 19.071 Scheidsrechter: Alan Kelly (IRL) |
| 11 augustus Vriendschappelijk № 755 «onderlinge duels» 19:30 uur | Dennis Rommedahl 74' Mads Junker 87' |       | 19' Mario Gómez 73' Patrick Helmes | Parken, Kopenhagen Toeschouwers: 19.071 Scheidsrechter: Alan Kelly (IRL) |

|                                                                |                       |       |         |                                                                               |
| 7 september EK-kwalificatie № 756 «onderlinge duels» 19:00 uur | Denemarken            | 1 – 0 | IJsland | Parken, Kopenhagen Toeschouwers: 18.908 Scheidsrechter: Dougie McDonald (SCO) |
| 7 september EK-kwalificatie № 756 «onderlinge duels» 19:00 uur | Thomas Kahlenberg 90' |       |         | Parken, Kopenhagen Toeschouwers: 18.908 Scheidsrechter: Dougie McDonald (SCO) |

|                                                              |                                         |       |                             |                                                                                    |
| 8 oktober EK-kwalificatie № 757 «onderlinge duels» 20:45 uur | Portugal                                | 3 – 1 | Denemarken                  | Estádio do Dragão, Porto Toeschouwers: 24.054 Scheidsrechter: Eric Braamhaar (NED) |
| 8 oktober EK-kwalificatie № 757 «onderlinge duels» 20:45 uur | Nani 29' Nani 31' Cristiano Ronaldo 85' |       | 79' (e.d.) Ricardo Carvalho | Estádio do Dragão, Porto Toeschouwers: 24.054 Scheidsrechter: Eric Braamhaar (NED) |

|                                                               |                                           |       |        |                                                                                     |
| 12 oktober EK-kwalificatie № 758 «onderlinge duels» 19:15 uur | Denemarken                                | 2 – 0 | Cyprus | Parken, Kopenhagen Toeschouwers: 15.544 Scheidsrechter: César Muñiz Fernández (ESP) |
| 12 oktober EK-kwalificatie № 758 «onderlinge duels» 19:15 uur | Morten Rasmussen 47' Kasper Lorentzen 81' |       |        | Parken, Kopenhagen Toeschouwers: 15.544 Scheidsrechter: César Muñiz Fernández (ESP) |

|                                                                  |            |       |          |                                                                         |
| 17 november Vriendschappelijk № 759 «onderlinge duels» 19:15 uur | Denemarken | 0 – 0 | Tsjechië | NRGi Park, Aarhus Toeschouwers: 9.184 Scheidsrechter: Howard Webb (ENG) |
| 17 november Vriendschappelijk № 759 «onderlinge duels» 19:15 uur |            |       |          | NRGi Park, Aarhus Toeschouwers: 9.184 Scheidsrechter: Howard Webb (ENG) |

## FIFA-wereldranglijst
| JAN | FEB | MAR | APR | MEI | JUN | JUL | AUG | SEP | OKT | NOV | DEC |
| --- | --- | --- | --- | --- | --- | --- | --- | --- | --- | --- | --- |
| 28  | 26  | 33  | 34  | 35  | 36  | 29  | 29  | 29  | 27  | 27  | 28  |

## Statistieken
| Thomas Sørensen       | 1976-06-12 | Stoke City         | 6  | 0 | 0 | 91 | 0 |
| Anders Lindegaard     | 1984-04-13 | Manchester United  | 3  | 1 | 0 |    |   |
| Kim Christensen       | 1979-07-16 | FC Kopenhagen      | 1  | 0 | 0 |    |   |
| Stephan Andersen      | 1981-11-26 | Brøndby IF         | 2  | 0 | 0 |    |   |
| Steffen Rasmussen     | 1982-09-30 | Aarhus GF          | 1  | 0 | 0 |    |   |
| Jesper Christiansen   | 1978-04-24 | IF Elfsborg        | 0  | 1 | 0 | 11 | 0 |
| Verdediging           |            |                    |    |   |   |    |   |
| Daniel Agger          | 1984-12-12 | Liverpool          | 9  | 0 | 0 |    |   |
| Lars Jacobsen         | 1979-09-20 | West Ham United    | 9  | 0 | 0 |    |   |
| Simon Kjær            | 1989-03-26 | VfL Wolfsburg      | 8  | 0 | 0 |    |   |
| Simon Poulsen         | 1984-10-07 | AZ Alkmaar         | 6  | 0 | 0 |    |   |
| Per Krøldrup          | 1979-07-31 | AC Fiorentina      | 5  | 1 | 0 |    |   |
| Leon Jessen           | 1986-06-11 | FC Kaiserslautern  | 5  | 0 | 0 |    |   |
| Jim Larsen            | 1985-11-06 | Silkeborg IF       | 3  | 0 | 1 |    |   |
| Patrick Mtiliga       | 1981-01-28 | Málaga CF          | 2  | 2 | 0 |    |   |
| Johnny Thomsen        | 1982-02-26 | SønderjyskE        | 2  | 2 | 0 | 4  | 0 |
| Peter Nymann          | 1982-08-22 | Esbjerg fB         | 2  | 1 | 0 |    |   |
| Mathias Jørgensen     | 1990-04-23 | FC Kopenhagen      | 2  | 0 | 0 |    |   |
| Anders M. Christensen | 1977-07-26 | Odense BK          | 2  | 0 | 0 |    |   |
| Michael Jakobsen      | 1986-01-02 | UD Almería         | 1  | 2 | 0 |    |   |
| Kris Stadsgaard       | 1985-08-01 | Málaga CF          | 1  | 2 | 0 |    |   |
| Andreas Bjelland      | 1988-07-11 | FC Nordsjælland    | 1  | 0 | 0 |    |   |
| Michael Lumb          | 1988-01-09 | Aalborg BK         | 0  | 1 | 0 |    |   |
| Middenveld            |            |                    |    |   |   |    |   |
| Christian Poulsen     | 1980-02-28 | Liverpool          | 10 | 0 | 1 |    |   |
| Thomas Kahlenberg     | 1983-03-20 | VfL Wolfsburg      | 7  | 1 | 1 |    |   |
| Jakob Poulsen         | 1983-07-07 | FC Midtjylland     | 5  | 3 | 1 |    |   |
| Martin Jørgensen      | 1975-10-06 | Aarhus GF          | 4  | 2 | 0 |    |   |
| William Kvist         | 1985-02-24 | FC Kopenhagen      | 4  | 1 | 0 | 19 | 0 |
| Christian Eriksen     | 1992-02-14 | Ajax Amsterdam     | 3  | 7 | 0 |    |   |
| Daniel Jensen         | 1979-06-25 | Werder Bremen      | 3  | 3 | 0 |    |   |
| Thomas Enevoldsen     | 1987-07-27 | FC Groningen       | 3  | 2 | 1 |    |   |
| Søren Rieks           | 1987-04-07 | Esbjerg fB         | 2  | 2 | 2 |    |   |
| Martin Ørnskov        | 1985-10-10 | Silkeborg IF       | 2  | 1 | 0 |    |   |
| Michael Silberbauer   | 1981-07-07 | FC Utrecht         | 2  | 1 | 0 |    |   |
| Mikkel Thygesen       | 1984-10-22 | FC Midtjylland     | 1  | 2 | 1 |    |   |
| Rasmus Würtz          | 1983-09-18 | Aalborg BK         | 1  | 2 | 0 |    |   |
| Kasper Lorentzen      | 1985-11-19 | Randers FC         | 1  | 1 | 1 | 2  | 1 |
| Mike Jensen           | 1988-02-19 | Brøndby IF         | 1  | 0 | 0 | 1  | 0 |
| Hans Henrik Andreasen | 1979-01-10 | Odense BK          | 0  | 1 | 0 |    |   |
| Lasse Schöne          | 1986-05-27 | NEC Nijmegen       | 0  | 1 | 0 |    |   |
| Niki Zimling          | 1985-04-19 | NEC Nijmegen       | 0  | 1 | 0 |    |   |
| Aanval                |            |                    |    |   |   |    |   |
| Dennis Rommedahl      | 1978-07-22 | Olympiakos Piraeus | 11 | 1 | 2 |    |   |
| Michael Krohn-Dehli   | 1983-06-06 | Brøndby IF         | 6  | 2 | 0 |    |   |
| Jon Dahl Tomasson     | 1976-08-29 | Feyenoord          | 5  | 0 | 1 |    |   |
| Nicklas Bendtner      | 1988-01-16 | Arsenal            | 4  | 0 | 2 |    |   |
| Nicklas Pedersen      | 1987-10-10 | FC Groningen       | 4  | 0 | 0 | 4  | 0 |
| Rajko Lekić           | 1981-07-03 | Silkeborg IF       | 2  | 2 | 2 |    |   |
| Mads Junker           | 1981-04-21 | Roda JC Kerkrade   | 2  | 2 | 1 |    |   |
| Jesper Grønkjær       | 1977-08-12 | FC Kopenhagen      | 2  | 2 | 0 |    |   |
| Johan Absalonsen      | 1985-09-16 | FC Kopenhagen      | 2  | 0 | 1 |    |   |
| Morten Rasmussen      | 1985-01-31 | Aalborg BK         | 1  | 3 | 2 |    |   |
| Mikkel Beckmann       | 1983-10-24 | Randers FC         | 1  | 3 | 0 |    |   |
| Jesper Bech           | 1982-05-25 | Silkeborg IF       | 1  | 2 | 1 |    |   |
| Martin Bernburg       | 1985-12-23 | Brøndby IF         | 1  | 2 | 1 |    |   |
| Martin Vingaard       | 1985-03-20 | FC Kopenhagen      | 1  | 1 | 0 | 8  | 1 |
| Søren Larsen          | 1981-09-06 | Feyenoord          | 0  | 3 | 0 |    |   |
| Peter Løvenkrands     | 1980-01-29 | Newcastle United   | 0  | 1 | 0 |    |   |
| Morten Skoubo         | 1980-06-30 | Roda JC Kerkrade   | 0  | 1 | 0 |    |   |